# 李天錫 (光緒進士)
李天锡（?—?），字耀樞，貴州省貴陽府貴築縣人，清朝政治人物、進士出身。
光緒三年（1877年）丁丑科進士，三甲一百六十七，后官順天府西路同知，有政聲。